# 山田利明
山田 利明（やまだ としあき、1947年6月2日 - ）は、中国哲学・道教学者、東洋大学名誉教授。

## 経歴
1947年、東京都で生まれた。東洋大学文学部中国哲学科で学び、1971年に卒業。同大学大学院に進み、修士課程修了。大正大学大学院博士課程に進み、1976年に満期退学。
修了後は、大正大学文学部助手に採用された。1983年から1984年まで、カリフォルニア大学バークレー校客員研究員。1986年に東洋大学文学部講師となり、1990年に助教授、1997年に教授昇格。2018年名誉教授。
1995年、学位論文『六朝における道教儀礼の研究』を大正大学に提出して文学博士号を取得。

## 著作
著書
- 『中国学の歩み：二十世紀のシノロジー』大修館書店(あじあブックス) 1999
- 『六朝道教儀禮の研究』東方書店 1999
- 『道法変遷：歴史と教理』春秋社(シリーズ道教の世界) 2002

共編著
- 『中国文人書画家名鑑』共著、世界聖典刊行協会 1981
- 『太上洞淵神呪経語彙索引』遊佐昇共編、松雲堂書店 1984
- 『道教の歴史と文化』田中文雄共編、雄山閣出版 1998
- 『講座道教 道教と中国思想』福井文雅・前田繁樹共編、雄山閣出版 2000
- 『エコロジーをデザインする：エコ・フィロソフィの挑戦』河本英夫・稲垣諭共編著、春秋社 2013

論文
- Cinii